# 黒い猫
『黒い猫』（くろいねこ）は1965年2月13日に公開された日本映画、製作は東映。監督は渡辺祐介、主演は三田佳子。夜の銀座に生きる女たちを描いた作品である。

## スタッフ
- 監督: 渡辺祐介
- 脚本：下飯坂菊馬、渡辺祐介
- 企画：吉野誠一、吉田達
- 撮影：西川庄衛
- 音楽：木下忠司
- 編集：長沢嘉樹

## 出演者
- 三田佳子
- 木暮実千代 : 葉室夕子
- 緑魔子 : 亜紀
- 小沢昭一 : 筧五郎
- 佐々木功 : 木沢茂
- 露口茂 : 三木
- 芳村真理 : 梨香
- 瞳麗子 : 令子
- 楠侑子 : 秀子
- 春川ますみ : 悦子
- 室田日出男 : 佐川
- 高橋幸治 : 加治郁雄
- 金子信雄 : 田村

## 併映作品
『バラケツ勝負』